# 랭글러 (의류)
랭글러(영어: Wrangler)는 미국의 의류 업체이다.

## 역사

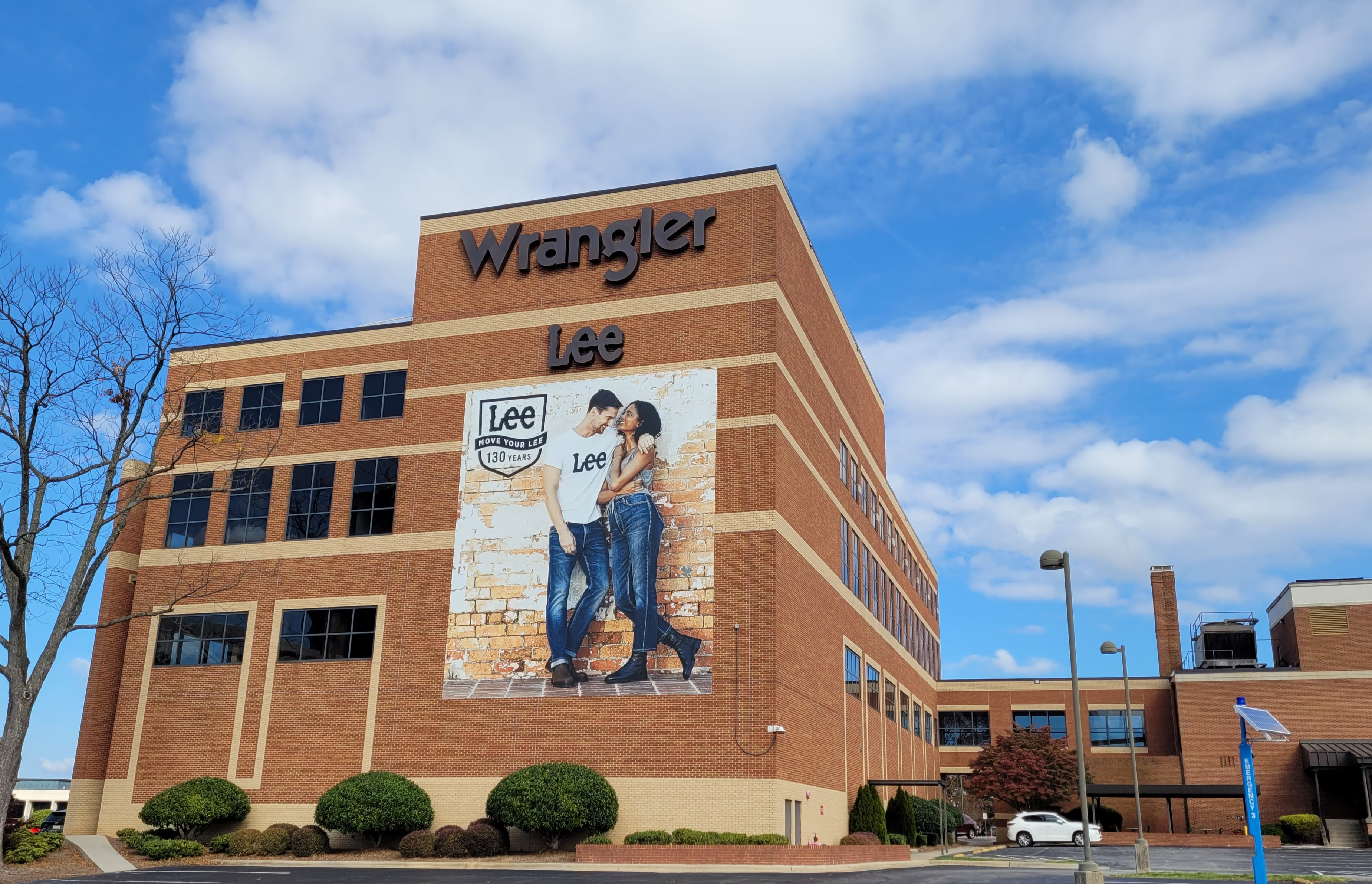
노스캐롤라이나 주 그린스버러 시에 위치한 랭글러 본사

1904년에 미국 노스 캐롤라이나주 그린즈버러에서 CC 허드슨과 그의 동생인 호머 허드슨이 설립하였다. 이후 1947년에 블루 벨(Blue Bell)이라는 회사와 합병하면서 규모를 키워나갔다. 설립 당시 로데오 경기자들과 카우보이들이 필요한 데님 바지를 만들면서 유명해졌다.

## 제품

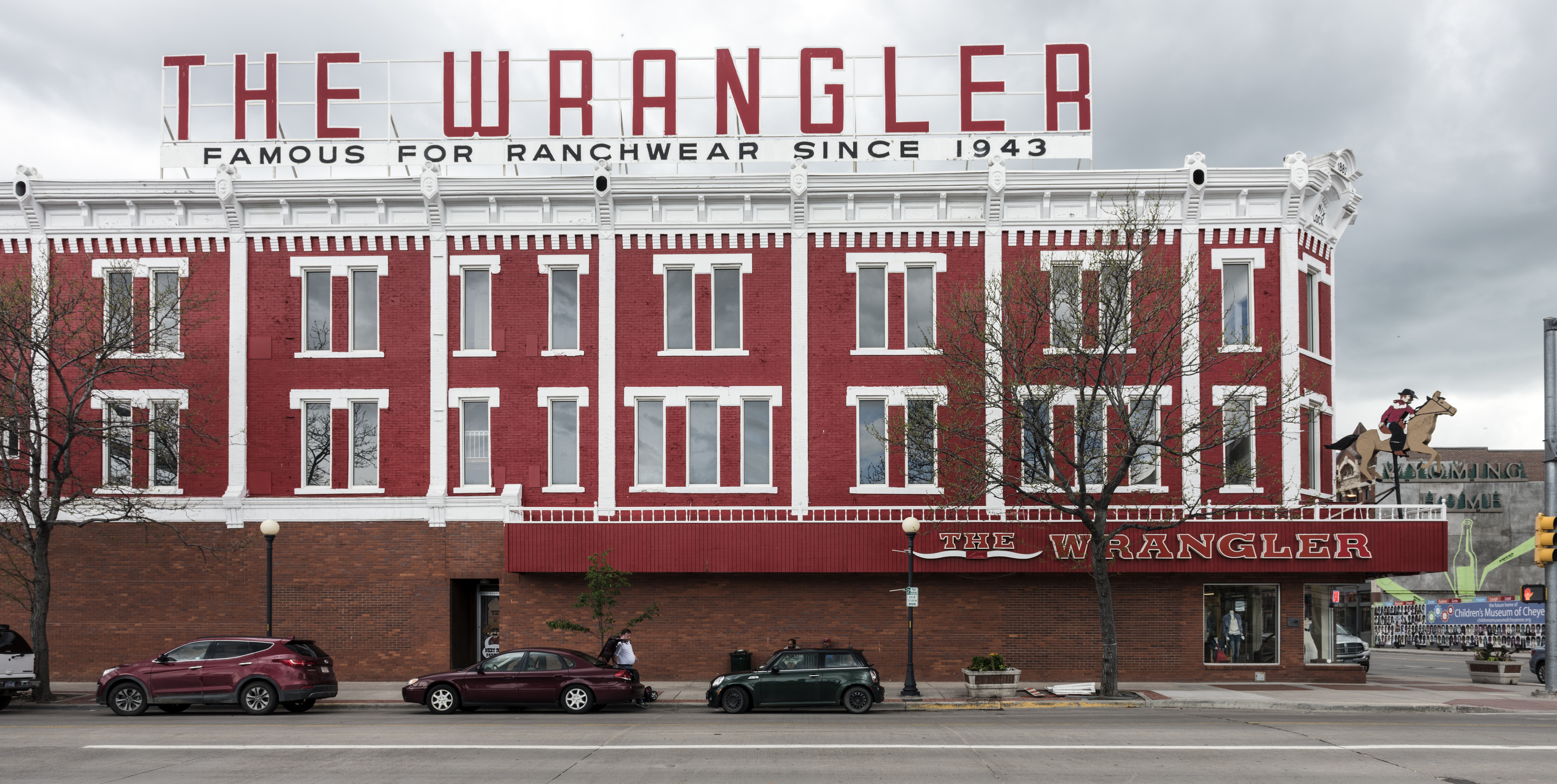
와이오밍 주도 샤이엔에 위치한 랭글러 지점

랜치웨어(Lanchwear), 즉 목장 작업복 전문 회사를 표방하며, 주로 청바지 제품을 생산한다.